# Dve Topoli
Dve Topoli (Bulgaars: Две тополи) is een dorp in de Bulgaarse gemeente Banite, oblast Smoljan. Het dorp ligt hemelsbreed 31 km ten oosten van Smoljan en 177 km ten zuidoosten van Sofia.

## Bevolking
In 2019 telde het dorp slechts 9 inwoners, een drastische daling vergeleken met het maximum van 780 personen in 1946.
|  |

| Etnische samenstelling van de respondenten (2011) | Etnische samenstelling van de respondenten (2011) | Etnische samenstelling van de respondenten (2011) | Etnische samenstelling van de respondenten (2011) | Etnische samenstelling van de respondenten (2011) |
| ------------------------------------------------- | ------------------------------------------------- | ------------------------------------------------- | ------------------------------------------------- | ------------------------------------------------- |
|                                                   |                                                   |                                                   |                                                   |                                                   |
| Bulgaren                                          | Bulgaren                                          |                                                   | 100,0%                                            | 100,0%                                            |
| Turken                                            | Turken                                            |                                                   | 0,0%                                              | 0,0%                                              |
| Roma                                              | Roma                                              |                                                   | 0,0%                                              | 0,0%                                              |
| Anders/Onbekend                                   | Anders/Onbekend                                   |                                                   | 0,0%                                              | 0,0%                                              |